# Galeria Starmach

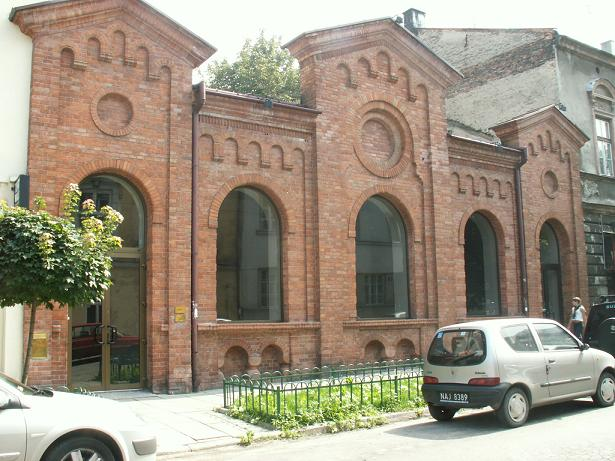
Obecna siedziba Galerii Starmach w Podgórzu

Galeria Starmach – galeria sztuki w Krakowie, założona w roku 1989 przez małżeństwo historyków sztuki: Teresę i Andrzeja Starmachów. Pierwszą siedzibą galerii była kamienica Pod Orłem przy Rynku Głównym. W tym okresie działalności galeria miała kilkadziesiąt wystaw, m.in.: Tadeusza Kantora, Jerzego Nowosielskiego, Romana Opałki, Andrzeja Pawłowskiego, Marii Stangret czy Jonasza Sterna.
Od roku 1997 galeria przeniosła swoją siedzibę z Rynku Głównego na krakowskie Podgórze, gdzie w zaadaptowanym do potrzeb wystawienniczych dawnym Domu Modlitwy Zuckera funkcjonuje do dzisiaj.
W Galerii Starmach odbywa się zwyczajowo inauguracja festiwalu Miesiąc Fotografii w Krakowie.